# Odontomyia atraria
Odontomyia atraria är en tvåvingeart som först beskrevs av Walker 1865.  Odontomyia atraria ingår i släktet Odontomyia och familjen vapenflugor. Inga underarter finns listade i Catalogue of Life.